# Flor-tigre
A flor-tigre (Tigridia pavonia), também chamada de flor-de-um-dia ou tigrídia, é uma planta bulbosa, pertence à família Iridaceae e tem origem no México. Possui folhas largas de estrutura dobrada, medindo de 4 a 5 cm de comprimento e 1 a 2,5 cm de largura. A haste pode medir de 35 a 60 centimetros. Flores grandes, 10 a 15 cm de diâmetro, constituidas por três pétalas externas de grande porte, côncavas e coloridas - exibindo cores variadas.
É um tipo de planta que floresce apenas por um dia. A flor floresce entre as 6:30 ou 7 da manhã e começa a murchar por volta das 4 da tarde
Para crescer bem, esta planta necessita de um solo com boa drenagem. É uma flor de cultura fácil, preferindo sítios com sol ou semi-sombra. De notar que se o sol for muito quente, pode haver descoloração das flores. A melhor época para plantar é no início da primavera, para florescer com a chegada do verão. Os bulbos devem ser plantados cerca de 15 centímetros de profundidade, quando o solo aquecer (Primavera), depois de se iniciar o crescimento, as plantas devem ser regadas livremente, especialmente durante os meses mais quentes do verão.